# Slávia Caissa Czadca
Slávia Caissa Czadca, pełna nazwa TJ Slávia CAISSA Čadca – słowacki klub szachowy z siedzibą w Czadcy, mistrz kraju w sezonie 2010/2011.

## Historia
Klub został założony w 1973 roku jako sekcja Slávii Czadca. Jego założycielami i pierwszymi zawodnikami byli m.in. Matúš Briestenský, Vladimír Tarana, Andrej Takáč, František Zelník, Peter Ptačovský, Ondrej Marčiš, Ján Drdoš, Jozef Kubánka, Arpád Hollman, Ladislav Šuhajda, Peter Pištek, Marián Beleš, František Krasňan i Miroslav Stopka. W 1980 roku klub zadebiutował w drugiej lidze czechosłowackiej, z której spadł po roku. Ponownie na tym poziomie zespół występował w latach 1983–1986 i od 1989 roku. W sezonie 1991/1992 Slávia Caissa zajęła drugie miejsce w lidze. Sezon 1992/1993 zespół zakończył na drugiej pozycji w 1. lidze słowackiej, uzyskując awans do Extraligi.
W debiutanckim sezonie szachiści Slávii zajęli czwarte miejsce w Extralidze. Zawodnikami klubu byli wówczas m.in. Rastislav Briestenský, Marián Kantorík, František Liško i Pavol Sedláček. Rok później nastąpił spadek z ligi. W 1996 roku zawodnicy klubu ponownie awansowali do Extraligi, jednak w sezonie 1996/1997 Slávia Caissa ponownie spadła. Ponowny awans uzyskano w 2005 roku. W sezonie 2005/2006 klub zajął ósme miejsce w lidze. W latach 2007–2008 uzyskała czwarte miejsce w kraju; w tym okresie zawodnikami klubu byli m.in. Wiaczesław Dydyszko i Giennadij Timoszczenko. W sezonie 2008/2009 klub zajął trzecie miejsce w Extralidze. Sezon 2010/2011 klub zakończył zdobyciem mistrzostwa kraju z czterema punktami przewagi nad drugą Slávią TU Koszyce. Skład Slávii Caissy stanowili wówczas: Siergiej Azarow, Wiaczesław Dydyszko, Vladimír Talla, Marian i Martin Jurčíkowie, Sergej Berezjuk, Jozef Straka, Rastislav Briestenský, Tadeáš Kriebel, František Liško, Pavol Sedláček i Andrea Briestenska. W następnym sezonie z klubu odeszli m.in. Azarow, Dydyszko i Talla, w efekcie czego obrońca tytułu zajął piąte miejsce w lidze. W 2015 roku zespół zajął dziesiąte miejsce w lidze, a rok później spadł z niej, zajmując ostatnie miejsce w tabeli. W 2023 roku zespół powrócił do Extraligi, uzyskując w sezonie 2023/2024 trzecie miejsce.